# Benvindo
Benvindo Regresso Pontes Garcia (5 de setembro de 1986), mais conhecido como Benvindo, é um futebolista angolano que atua como médio, mas também pode jogar na posição de defesa lateral direito. Atualmente, milita no Progresso do Sambizanga.

## Clubes
Benvindo começou a carreira nos Belenenses de Angola, clube filial dos Belenenses de Portugal. Após isso, passou por alguns clubes portugueses até voltar a Angola para assinar contrato com o Bravos do Maquis, em Janeiro de 2008. Ficou até 2011 a serviço dos Maquizardes, sendo então adquirido pelo Interclube de Luanda, num contrato válido por duas temporadas. Só cumpriu cerca de um ano, e voltou ao Maquis em 2012.
Em 22 de Dezembro de 2015, Benvindo foi anunciado como contratação do Progresso do Sambizanga para a disputa do Girabola do ano próximo.

## Selecção nacional
Benvindo foi convocado por Romeu Filemon para a partida de carácter amigável ante a similar de Moçambique, em 5 de Março de 2014. Não foi utilizado durante o jogo, ficando apenas no banco de suplentes.

## Vida pessoal
Benvindo é casado com Marilinda, tendo dois filhos frutos da união.